# Insuficiencia renal aguda
La insuficiencia renal aguda (IRA) o, en su denominación actual, lesión renal aguda es una pérdida rápida de la función renal debido al daño a los riñones.
El término lesión (sinónimo de daño) en lugar de insuficiencia surgió por consenso, porque resultaba redundante decir que había insuficiencia cuando estaba dañado el órgano.
La insuficiencia renal es la incapacidad de llevar a cabo efectivamente su función de filtración de la sangre, separando las toxinas sacándolas del organismo por medio de la excreción de la orina y mandando al torrente sanguíneo elementos útiles. También los riñones producen hormonas que mantienen los huesos fuertes y la sangre sana. Pero si los riñones están lesionados, no funcionan correctamente. Pueden acumularse desechos peligrosos en el organismo. Puede elevarse la presión arterial. El organismo puede retener el exceso de líquidos y no producir suficientes glóbulos rojos.
IRA: se caracteriza por la elevación brusca de elementos azoados, desequilibrio hidroelectrolítico y ácido-base, oliguria o anuria (aunque en ocasiones se presenta sin anuria y se denomina de gasto alto). Se divide en tres grupos: pre-renal,post-renal y renal.
IRC: es la condición que se produce por el daño permanente e irreversible de la función de los riñones. A nivel mundial, las causas más frecuentes son: diabetes, hipertensión, obstrucción de vías urinarias crónicas, cálculos y tumores.
Existen numerosas causas posibles de daño a los riñones, tales como:
- Necrosis tubular aguda (NTA)
- Enfermedad renal autoinmunitaria
- Coágulo de sangre por el colesterol (émbolo por colesterol)
- Disminución del flujo sanguíneo debido a presión arterial muy baja, lo cual puede resultar de:
  - Quemaduras
  - Deshidratación
  - Hemorragia
  - Lesión
  - Shock séptico
  - Enfermedad grave
  - Cirugía

## Definición
Se define como la pérdida brusca de la capacidad renal de:
- Eliminar desechos
- Concentrar la orina
- Mantener el balance del medio interno

- Fluidos
- Electrolitos

Resultando esto en la retención de los productos residuales nitrogenados (urea y creatinina), como también los no nitrogenados, acompañado por una disminución de la tasa de filtrado glomerular (VFG). Dependiendo de la severidad y de la duración de la disfunción renal, esta acumulación es acompañada por disturbios metabólicos, tales como acidosis metabólica (acidificación de la sangre) y la hiperpotasemia (niveles elevados de potasio), cambios en el balance de fluido corporal, y efectos en muchos otros sistemas orgánicos. Puede ser caracterizada por la oliguria o anuria (disminución o cesación de la producción de la orina), aunque puede ocurrir la IRA no oligúrica.
El fallo renal agudo es una enfermedad seria y es tratada como una emergencia médica. La mayor parte de las IRA son reversibles, puesto que el riñón destaca, entre todos los órganos vitales, por su capacidad de recuperarse de una pérdida casi completa de la función.

## Epidemiología
La insuficiencia renal aguda aparece en aproximadamente 2-3 % de todos los pacientes hospitalizados y entre 10-30 % de los pacientes ingresados a cuidados intensivos. Por lo general se presenta de forma aislada, aunque suele verse acompañada como parte de disfunción orgánica múltiple, es decir, de insuficiencia de otros órganos, tales como respiratorio, gastrointestinal, cardiovascular, hepática, etc. No es infrecuente que la enfermedad renal aguda sea complicación de una enfermedad grave.

## Causas
La insuficiencia renal, ya sea crónica o aguda, usualmente es categorizada según causas pre-renales, renales y post-renales:

### Pre-renal o funcional
Es la causa más frecuente de IRA (55 al 70 %). La insuficiencia renal prerenal, implica que la disminución de la tasa de filtración glomerular es secundaria a hipoperfusion renal. Es potencialmente reversible si el agente causal es eliminado.
Causas de IRA prerenal:
- Hipovolemia
  - Hemorragias, quemaduras, deshidratación, fiebre prolongada.
  - Pérdida por vía gastrointestinal (vómitos, diarrea).
  - Pérdida por vía renal (diuréticos, diuresis osmótica, insuficiencia suprarenal).
  - Secuestro de líquido en el espacio extravascular: pancreatitis, peritonitis, traumatismos, hipoalbuminemia.

- Bajo gasto cardíaco
  - Cardiopatías de diversa índole que cursan con gasto cardíaco bajo (valvulopatías, miocardiopatías, arritmias, taponamiento, pericarditis).
  - Hipertensión pulmonar, embolia pulmonar.

- Alteraciones de la resistencia vascular renal y periférica
  - Vasodilatación sistémica (sepsis, anestesia, anafilaxis).
  - Vasoconstricción renal (Hipercalcemia, noradrenalina, adrenalina, ciclosporina).

### Renal o intrínseca
Daños al riñón en sí mismo, también denominada: parenquimatosa o intrínseca. Constituye el 25 % de las causas de IRA. Esta lesión puede afectar a diferentes niveles estructurales sea tubular, glomerular, intersticial o vascular:
- Necrosis tubular aguda: representa el 70 % de los casos de IRA intrínseca
  - Isquémica: es la causa más frecuente.
  - Nefrotoxicidad: Toxinas o medicamentos: antiinflamatorios no esteroideos (AINES), antibióticos aminoglucósidos, contrastes yodados, litio, metales pesados, y toxinas endógenas: hiperuricemia, hipercalcemia.
  - Rabdomiólisis (destrucción del tejido muscular), la resultante liberación de mioglobina en la sangre afecta al riñón. Puede ser causado por lesiones (especialmente lesiones por aplastamiento y trauma brusco? extensivo), estatinas, MDMA (éxtasis), y algunas otras drogas.
  - Hemólisis (destrucción de los glóbulos rojos de la sangre), la hemoglobina daña los túbulos. Esto puede ser causado por varias condiciones como la anemia de células falciformes y el lupus eritematoso.

- Lesión Túbulo-Intersticial
  - Infecciónes (citomegalovirus, cándida, leptospira), usualmente sepsis (inflamación sistémica debido a infección), raramente del riñón mismo, llamada pielonefritis.
  - Reacciones alérgicas a fármacos (AINES, antibióticos, diuréticos).

- Lesión Glomerular
  - Glomerulonefritis aguda que puede deberse a una variedad de causas, como enfermedad de la membrana de basamento glomerular/Síndrome de Goodpasture, granulomatosis de Wegener o nefritis de lupus aguda con lupus eritematoso sistémico.
  - Hipertensión arterial maligna.
  - Vasculitis.
  - Esclerodermia.
  - Síndrome Urémico Hemolítico.
  - Eclampsia.
  - Púrpura trombótica trombocitopénica.

- Lesión de grandes vasos
  - Obstrucción de arterias renales (trombosis, embolia).
  - Obstrucción de venas renales (trombosis, daño por compresión).

- Mieloma múltiple, debido a hipercalcemia o a la nefropatía por cilindros (el mieloma múltiple también puede causar insuficiencia renal crónica por un mecanismo diferente)

### Post-renal u obstructiva
La obstrucción de las vías urinarias es responsable de menos de 5 % de las IRA, sus causas son:
- Medicamentos que interfieren el vaso con el normal vaciado de la vejiga.
- Hipertrofia benigna de próstata o cáncer de próstata.
- Piedras del riñón (cálculos renales).
- Masa ocupante de origen maligno (neoplasia) (como por ejemplo cáncer de ovario, cáncer colorrectal).
- Catéter urinario obstruido.

## Diagnóstico
La insuficiencia renal generalmente es diagnosticada cuando las pruebas de creatinina o nitrógeno ureico sanguíneo (BUN) son marcadamente elevadas en un paciente enfermo, especialmente cuando la oliguria está presente. Las anteriores mediciones de la función renal pueden ofrecer una comparación, que es especialmente importante si conocen que un paciente también tiene insuficiencia renal crónica. Si la causa no es evidente, son típicamente realizadas una gran cantidad de análisis de sangre y de examen de muestras de orina para esclarecer la causa del fallo renal agudo, es esencial una ultrasonografía médica del tracto renal para descartar la obstrucción del tracto urinario.
Los criterios del consenso para la diagnosis de IRA son:
| Clasificación | Creatinina sérica                                                           | Producción de la orina                                                      |
| ------------- | --------------------------------------------------------------------------- | --------------------------------------------------------------------------- |
| Riesgo        | Incrementada 1,5 veces                                                      | < 0,5 ml/kg para 6 horas                                                    |
| Lesión        | Incrementada 2,0 veces                                                      | < 0,5 ml/kg para 12 horas                                                   |
| Falla         | Incrementada 3,0 veces o > 355 μmol/l (con una subida de >44)               | < 0,3 ml/kg para 24 horas                                                   |
| Pérdida       | IRA persistente o más de 4 semanas de pérdida completa de la función renal. | IRA persistente o más de 4 semanas de pérdida completa de la función renal. |

La biopsia del riñón puede ser realizada en la escena de la falla renal aguda, para proporcionar un diagnóstico definitivo y a veces dar una idea del pronóstico, a menos que la causa esté clara y las investigaciones apropiadas sean de modo tranquilizadoramente negativas. Aunque debido a que el riñón es un órgano altamente irrigado, no todos los pacientes están en condiciones de soportar una biopsia renal (especialmente ancianos y en mal estado general).

## Tratamiento
El fallo renal agudo puede ser reversible si se trata apropiadamente. Las principales intervenciones son monitorear la toma y salida de líquidos tan de cerca como sea posible. La inserción de un catéter urinario es útil para monitorear la salida de la orina así como aliviar la posible obstrucción de salida de la vejiga, como por ejemplo cuando hay una próstata agrandada.

### Hidratación
En la ausencia de sobrecarga de líquidos, típicamente el primer paso para mejorar la función renal es administrar líquidos intravenosos, usualmente solución de cloruro de sodio al 0,45 %. La administración de líquidos puede ser monitoreada con el uso de un catéter venoso central para evitar sobre o sub reemplazo de líquidos. Si la causa es la obstrucción del tracto urinario, puede ser necesario el desahogo de la obstrucción (con una nefrostomía percutánea o un catéter urinario).
En pacientes con oliguria y sin sobrecarga de volumen se indica iniciar tratamiento con líquidos, normalmente es 500-1000 ml de solución 0,9 % infundidas durante 30-60 minutos, monitoreando constantemente para evitar sobrecarga hídrica, en dado caso está indicado administrar diuréticos. Si la sobrecarga de volumen no responde debe plantearse la diuresis o la ultrafiltración.

### Tratamiento farmacológico
Las dos más serias manifestaciones bioquímicas de la falla renal aguda, la acidosis metabólica y la hipercalemia, pueden requerir tratamiento médico con la administración de bicarbonato de sodio y medidas antihipercalémicas, a menos que se requiera la diálisis.
Si la hipotensión arterial prueba ser un problema persistente en el paciente repleto de fluido, pueden ser suministrados adrenalina u otros inótropos para mejorar el gasto cardíaco y la perfusión renal. Puede ser usado un catéter de Swan-Ganz para medir la presión de la obstrucción de la arteria pulmonar para proporcionar una guía de la presión arterial izquierda (y así a la función izquierda del corazón) como un blanco para el soporte inotrópico.

### Diálisis renal
La falta de mejoría con el reabastecimiento líquido, la hipercalemia resistente a la terapia, la acidosis metabólica o la sobrecarga de líquidos puede hacer necesario el soporte artificial en la forma de diálisis o hemofiltración. Dependiendo de la causa, una proporción de pacientes nunca recuperará la función renal completa, teniendo así insuficiencia renal terminal requiriendo de diálisis de por vida o de un trasplante de riñón.

### Modificación de la dieta
La ingesta total de calorías debe ser de 35-50 kcal/kg/día para evitar el catabolismo. Pacientes en condiciones especiales (desnutrición o postoperatorio) necesitan una ingesta proteica más alta y probablemente diálisis precoz, la ingesta de sodio se restringe a 2-4 g diarios, el potasio se restringe a 40 mEq diarios y el fósforo a 800 mg diarios.

## Historia
Antes de los avances de la medicina moderna, el fallo renal agudo se podía referir como envenenamiento urémico. La uremia era el término usado para describir la contaminación de la sangre con orina. Comenzando alrededor del año 1847 este término fue usado para describir la salida reducida de orina, ahora conocida como oliguria, que se pensaba era causada por la orina que se mezclaba con la sangre en vez de ser desechada a través de la uretra.
En el Reino Unido, el fallo renal agudo debido a la necrosis tubular aguda (ATN) fue reconocida en los años 1940, en donde las víctimas de aplastamiento? durante la Batalla de Inglaterra desarrollaron necrosis desigual de los túbulos renales, conduciendo a una disminución repentina de la función renal. Durante las guerras Corea y de Vietnam, la incidencia de IRA disminuyó debido a un mejor manejo clínico y a la infusión intravenosa de líquidos.